# Caudal (Fluss)
Der Caudal (span. Río Caudal) ist ein Fluss in Spanien, der durch die autonome Region Asturien fließt. 

## Geografie
Der Caudal entspringt bei den Orten Mieres und Sovilla.

### Nebenflüsse
- von rechts:

Aller mit 42 km, Lena mit 32 km